# Sovrapproduzione di burro nella CEE

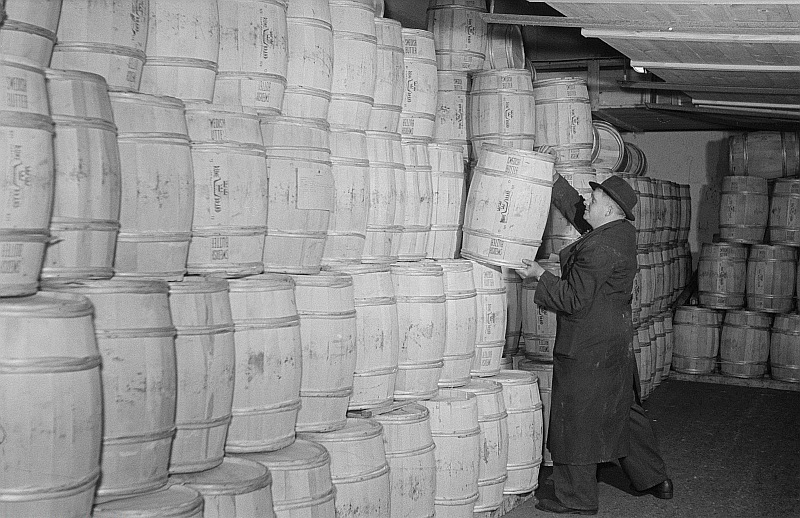
Stoccaggio del burro in barili da 50 kg.

Agli inizi degli anni settanta, si verificò una sovrapproduzione di burro all'interno della Comunità Economica Europea. La dimensione del surplus, nota anche come la "montagna di burro" è cambiata significativamente nel tempo fino a sparire quasi completamente nel 2017. 

## Storia
La sottoproduzione agricola degli anni cinquanta portò ad una serie di interventi nel mercato, tra cui la Politica agricola comune. I governi sostennero la produzione di latte attraverso un prezzo d'intervento minimo garantito per i prodotti caseari. Ciò portò ad un aumento improvviso della produzione di grano, latte, burro e prodotti correlati fino a quando l'offerta superò la domanda verso la fine degli anni settanta, portando così una saturazione. La produzione di latte nella sola Germania Ovest aumentò dalle 75 milioni di tonnellate nel 1960 a circa 100 milioni nel 1979. Per contrastare la sovrapproduzione, i governi introdussero delle quote latte regolate dalla Politica agricola comune.
Nei decenni successivi, la produzione continuò a superare la domanda e i governi europei (e successivamente l'Unione europea) iniziarono a comprare tonnellate di surplus dei prodotti agricoli, creando i cosiddetti "laghi di latte" e le "montagne di burro e manzo".

## Germania Ovest
In Germania Ovest, tra il 1979 e il 1985, l'eccesso di burro veniva venduto a prezzi scontati sotto la direzione del Ministero federale per il cibo, l'agricoltura e le foreste, limitandone la vendita a 1 kg per famiglia. Le confezioni venivano etichettate come il prodotto delle riserve d'intervento, ed erano vendute specificatamente per ridurre il surplus.

## Calo
Nel 2003, fu riportato che l'UE aveva immagazzinato 194.000 tonnellate di latte in polvere e 223.000 tonnellate di burro. Nel 2007, fu previsto che la crescente domanda e le riforme pianificate avrebbero eliminato la sovrabbondanza di latte e burro.
Nel 2009, la montagna del burro è ritornata con il netto calo dei prezzi dei prodotti caseari.
Nel 2017, è stato riportato che le riserve europee di burro si sono esaurite a causa della domanda aumentata e del calo della produzione, causando carenze ed un aumento dei prezzi.